# Benvenut Stengele
Benvenut Stengele OFMConv (* 5. April 1842 in Altheim (heute Gemeinde Frickingen) als Georg Stengele; † 11. November 1904 in Würzburg) war ein deutscher Franziskaner-Minoriten-Pater und Historiker.

## Leben und Wirken
Georg Stengele war Sohn des Wagners Josef Stengele und der Agatha Rimmele. Nach dem frühen Tod seiner Mutter heiratete sein Vater ein zweites Mal. Dem Wunsch seiner Stiefmutter entsprechend besuchte Stengele die Volksschule und erlernte das Wagnerhandwerk. Erst als junger Erwachsener folgte er seiner Neigung zum Studium und ging auf das Gymnasium des Benediktinerklosters Mariastein im schweizerischen Kanton Solothurn. Seit 1869 lebte er im Franziskanerkloster Würzburg, wo er 1873 die Ordensgelübde als Minorit ablegte und zum Priester geweiht wurde; sein Ordensname war fortan „Benvenut“. Seine Primiz feierte er am 15. August 1873 in seiner Heimatkirche St. Pankratius (Altheim) in aller Stille, weil er vor dem Hintergrund des Kulturkampfs im Großherzogtum Baden keinen Konflikt provozieren wollte.
Als Seelsorger wirkte Benvenut Stengele jeweils für kurze Zeit in den Minoritenklöstern in Oggersheim (heute zu Ludwigshafen), Schönau (Unterfranken) und Schwarzenberg (Mittelfranken). Sein Lebensmittelpunkt wurde das Würzburger Kloster, wo er das Amt des Bibliothekars und zuletzt des Vikars versah und als Beichtvater besonders geschätzt wurde. Bekanntheit erlangte Benvenut Stengele als Autor zahlreicher ortsgeschichtlicher Aufsätze mit kirchengeschichtlichem Schwerpunkt, die er bevorzugt im Freiburger Diözesan-Archiv, im Diözesan-Archiv von Schwaben und im Sulzbacher Kalender für katholische Christen veröffentlichte. Zumeist behandeln sie Pfarreien und Kirchen im Linzgau, woher Stengele stammte, und in Franken.
Das Gemeinschaftshaus der Gemeinde Frickingen im Ortsteil Altheim heißt „Benvenut-Stengele-Haus“.

## Schriften

### Monographien
- Geschichtliches über das Franziskaner-Minoriten-Kloster Schwarzenberg in Mittelfranken. Seidel, Sulzbach in der Oberpfalz, 1902.
- Geschichtliches über das Franziskaner-Minoriten-Kloster in Würzburg. Sulzbach in der Oberpfalz, 1900.
- Geschichtliches über das Franziskaner-Minoriten-Kloster Schönau an der fränkischen Saale. Haas & Grabherr, Augsburg, 1899.
- Linzgovia Sacra. Beiträge zur Geschichte der ehemaligen Klöster und Wallfahrtsorte des jetzigen Landkapitels Linzgau. Franz Xaver Ullersberger, Überlingen, 1887. Digitalisat

### Aufsätze
- Die Wallfahrtskirche Hödingen. In: Birnauer Kalender. Band 10, 1930, S. 67–70.
- Geschichtliches über den Ort und die Pfarrei Mainsondheim bei Dettelbach (Unterfranken). In: Kalender für katholische Christen auf das Jahr 1906. Seidel, Sulzbach in der Oberpfalz, 1905, S. 109–119.
- Verzeichnis der Dekane, Kammerer und Pfarrer im jetzigen Landkapitel Linzgau. [Teil 2] In: Freiburger Diözesan-Archiv. Band 32, 1904, S. 140–167.
- Verzeichnis der Dekane, Kammerer und Pfarrer im jetzigen Landkapitel Linzgau. [Teil 1] In: Freiburger Diözesan-Archiv. Band 31, 1903, S. 198–235.
- Die Pfarrei Wolfsmünster an der Saale (Unterfranken). In: Kalender für katholische Christen auf das Jahr 1904. Seidel, Sulzbach in der Oberpfalz, 1903, S. 111–118.
- Geschichtliches über den Ort und die Pfarrei Altmannshausen (Lk. Scheinfeld). In: Kalender für katholische Christen auf das Jahr 1902. Seidel, Sulzbach in der Oberpfalz, 1901, S. 74–76.
- Nachrichten über den Ort und die Pfarrei Marktbibart. In: Kalender für katholische Christen auf das Jahr 1902. Seidel, Sulzbach in der Oberpfalz, 1901, S. 77–81.
- Geschichtliches über das Franziskaner-Minoriten-Kloster Schwarzenberg in Unterfranken. In: Kalender für katholische Christen auf das Jahr 1902. Seidel, Sulzbach in der Oberpfalz, 1901, S. 84–99.
- Hofstetten. In: Kalender für katholische Christen auf das Jahr 1902. Seidel, Sulzbach in der Oberpfalz, 1901, S. 100–106.
- Geschichtliches über den Ort und die Pfarrei Gerbrunn bei Würzburg. In: Kalender für katholische Christen auf das Jahr 1902. Seidel, Sulzbach in der Oberpfalz, 1901, S. 106–112.
- Geschichtliches über die Burg, den Ort und die Pfarrei Frickingen. In: Freiburger Diözesan-Archiv. Band 29, 1901, S. 199–244.
- Das ehem. Franziskaner- oder Minoritenkloster St. Salvator in Regensburg (Oberpfalz). In: Kalender für katholische Christen auf das Jahr 1900. Seidel, Sulzbach in der Oberpfalz, 1899, S. 62–69.
- Die Pfarr-Curatie Neustadt an der Aisch. In: Kalender für katholische Christen auf das Jahr 1900. Seidel, Sulzbach in der Oberpfalz, 1899, S. 80–84.
- Geschichtliches über den Ort und die Pfarrei Geiselwind. In: Kalender für katholische Christen auf das Jahr 1900. Seidel, Sulzbach in der Oberpfalz, 1899, S. 85–88.
- Das ehemalige Dominikanerinnenkloster zu St. Markus in Würzburg. In: Kalender für katholische Christen auf das Jahr 1899. Seidel, Sulzbach in der Oberpfalz, 1898, S. 110–112.
- Das ehem. Franziskaner-Nonnenkloster Möggingen. In: Diözesan-Archiv von Schwaben: Organ für Geschichte, Altertumskunde, Kunst und Kultur der Diözese Rottenburg und der angrenzenden Gebiete. Band 15, 1897, Heft 1, S. 15–16. Digitalisat
- Das ehemalige Frauenkloster Kitzingen am Main (Unterfranken). In: Kalender für katholische Christen auf das Jahr 1898. Seidel, Sulzbach in der Oberpfalz, 1897, S. 94–101.
- Unsere liebe Frau in Höchberg bei Würzburg. In: Kalender für katholische Christen auf das Jahr 1898. Seidel, Sulzbach in der Oberpfalz, 1897, S. 101–102.
- Das ehemalige Augustiner-Chorherrenstift Klosterheidenfeld am Main (Unterfranken). Die Muttergottes-Kapelle bei Bütthart in Unterfranken. In: Kalender für katholische Christen auf das Jahr 1897. Seidel, Sulzbach in der Oberpfalz, 1896, S. 118–124.
- Nachträge zur Geschichte des Ortes und der Pfarrei Großschönach und ihrer Filialen. In: Freiburger Diözesan-Archiv. Band 25, 1896, S. 267–290.
- Das ehem. Franziskaner-Nonnenkloster zu Sipplingen am Bodensee. In: Diözesan-Archiv von Schwaben: Organ für Geschichte, Altertumskunde, Kunst und Kultur der Diözese Rottenburg und der angrenzenden Gebiete. Band 14, 1896, Heft 8, S. 126–127. Digitalisat
- Totenbuch des ehem. Dominikaner-Frauenklosters in Pfullendorf. In: Diözesan-Archiv von Schwaben: Organ für Geschichte, Altertumskunde, Kunst und Kultur der Diözese Rottenburg und der angrenzenden Gebiete. Band 14, 1896, Heft 11, S. 171–174. Digitalisat
- Die ehemalige Benediktiner-Abtei St. Stephan in Würzburg. In: Kalender für katholische Christen auf das Jahr 1896. Seidel, Sulzbach in der Oberpfalz, 1895, S. 97–104.
- Beiträge zur Geschichte des Ortes und der Pfarrei Andelshofen im Linzgau. In: Freiburger Diözesan-Archiv. Band 24, 1895, S. 291–304.
- Kloster Gorheim bei Sigmaringen. In: Diözesan-Archiv von Schwaben: Organ für Geschichte, Altertumskunde, Kunst und Kultur der Diözese Rottenburg und der angrenzenden Gebiete. Band 13, 1895, Heft 1, S. 8–11. Digitalisat
- Allerheiligen auf dem Gehrenberge. In: Diözesan-Archiv von Schwaben: Organ für Geschichte, Altertumskunde, Kunst und Kultur der Diözese Rottenburg und der angrenzenden Gebiete. Band 13, 1895, Heft 11, S. 174–175. Digitalisat
- Das Kloster Gerlachsheim im Taubergrund, in: Diözesan-Archiv von Schwaben: Organ für Geschichte, Altertumskunde, Kunst und Kultur der Diözese Rottenburg und der angrenzenden Gebiete. Band 13, 1895, Heft 12, S. 177–181. Digitalisat
- Das ehemalige Dominikaner-Frauenkloster Rugacker im Linzgau. In: Diözesan-Archiv von Schwaben: Organ für Geschichte, Altertumskunde, Kunst und Kultur der Diözese Rottenburg und der angrenzenden Gebiete. Band 12, 1894, Heft 9, S. 34–36. Digitalisat
- Das ehemalige Prämonstratenser-Frauenkloster Lochgarten bei Mergentheim. In: Diözesan-Archiv von Schwaben: Organ für Geschichte, Altertumskunde, Kunst und Kultur der Diözese Rottenburg und der angrenzenden Gebiete. Band 12, 1894, Heft 10, S. 39–40. Digitalisat
- Die ehemaligen Kapuzinerklöster in Ueberlingen und Markdorf. In: Diözesan-Archiv von Schwaben: Organ für Geschichte, Altertumskunde, Kunst und Kultur der Diözese Rottenburg und der angrenzenden Gebiete. Band 12, 1894, Heft 11, S. 43–44 [Teil 1] Digitalisat; Heft 12, S. 46–48 [Teil 2] Digitalisat.
- Geschichtliches über den Ort und die Pfarrei Mainsondheim bei Dettelbach (Unterfranken). In: Kalender für katholische Christen auf das Jahr 1894. Seidel, Sulzbach in der Oberpfalz, 1893, S. 80–97.
- Beiträge zur Geschichte des Ortes und der Pfarrei Denkingen im Linzgau, sowie der dazu gehörigen Filialen. In: Freiburger Diözesan-Archiv. Band 23, 1893, S. 287–328.
- Das ehemalige Benediktinerabtei Münsterschwarzach am Main (Unterfranken). In: Kalender für katholische Christen auf das Jahr 1893. Seidel, Sulzbach in der Oberpfalz, 1892, S. 107–113.
- Maria-Dimbach, Wallfahrt. In: Kalender für katholische Christen auf das Jahr 1893. Seidel, Sulzbach in der Oberpfalz, 1892, S. 113–114.
- Beiträge zur Geschichte des Ortes und der Pfarrei Lippertsreute im Linzgau. In: Freiburger Diözesan-Archiv. Band 22, 1892, S. 289–313.
- Das ehemalige Collegiatstift Bettenbrunn. In: Freiburger Diözesan-Archiv. Band 22, 1892, S. 315–320.
- Die Berufung der Jesuiten nach Konstanz. In: Diözesan-Archiv von Schwaben: Organ für Geschichte, Altertumskunde, Kunst und Kultur der Diözese Rottenburg und der angrenzenden Gebiete. Band 9, 1892, Heft 16, S. 63–64 [Teil 1] Digitalisat; Heft 17, S. 66–68 [Teil 2] Digitalisat.
- Das ehemalige Augustinerkloster zu Konstanz. In: Schriften des Vereins für Geschichte des Bodensees und seiner Umgebung. Band 21, 1892, S. 183–198. Digitalisat
- Die Einquartierungen im Linzgau während der Kriegszeiten von 1792–1800. In: Schriften des Vereins für Geschichte des Bodensees und seiner Umgebung. Band 21, 1892, S. 199–207. Digitalisat
- Das ehemalige Benediktinerkloster Münchsteinach. In: Kalender für katholische Christen auf das Jahr 1892. Seidel, Sulzbach in der Oberpfalz, 1891, S. 95–98.
- Die ehemalige Benediktiner-Abtei Theres am Main, in Unterfranken. In: Kalender für katholische Christen auf das Jahr 1892. Seidel, Sulzbach in der Oberpfalz, 1891, S. 99–105.
- Beiträge zur Geschichte des Ortes und der Pfarrei Oberhomburg im Linzgau. In: Freiburger Diözesan-Archiv. Band 21, 1890, S. 285–302.
- Ueber die Chronik des P. Berard Müller. In: Diözesan-Archiv von Schwaben: Organ für Geschichte, Altertumskunde, Kunst und Kultur der Diözese Rottenburg und der angrenzenden Gebiete. Band 6, 1889, Heft 10, S. 37.
- Benvenut Stengele, Berard Müller: Jahresgeschichten der Franziskanerkonventualen in Württemberg. In: Diözesan-Archiv von Schwaben: Organ für Geschichte, Altertumskunde, Kunst und Kultur der Diözese Rottenburg und der angrenzenden Gebiete. Band 6, 1889, Heft 11, S. 41–43 [Teil 1]; Heft 15, S. 57–58 [Teil 2]; Heft 16, S. 61–62 [Teil 3]; Heft 17, S. 65–66 [Teil 4]; Heft 19, S. 73–74 [Teil 5]; Heft 20, S. 77–78 [Teil 6]; Heft 22, S. 85–86 [Teil 7]; Heft 23, S. 89–90 [Teil 8]; Band 7, 1890, Heft 1, S. 1–2 [Teil 9]; Heft 2, S. 5–7 [Teil 10].
- Beiträge zur Geschichte des Ortes und der Pfarrei Altheim im Linzgau. In: Freiburger Diözesan-Archiv. Band 20, 1889, S. 219–256.
- Die ehemaligen Augustiner-Nonnenklöster in der Diöcese Konstanz. In: Freiburger Diözesan-Archiv. Band 20, 1889, S. 307–313.
- Das ehemalige Franziskaner-Minoritenkloster zu Konstanz. In: Schriften des Vereins für Geschichte des Bodensees und seiner Umgebung. Band 18, 1889, S. 91–99. Digitalisat
- Ämtertafel des ehemaligen Franziskaner-Nonnenklosters zu St. Elisabetha in Neuhausen. In: Diözesan-Archiv von Schwaben: Organ für Geschichte, Altertumskunde, Kunst und Kultur der Diözese Rottenburg und der angrenzenden Gebiete. Band 5, 1888, Heft 11, S. 44.
- Ämtertafel des ehemaligen Franziskaner-Nonnenklosters zu den hl. drei Königen in Margarethausen. In: Diözesan-Archiv von Schwaben: Organ für Geschichte, Altertumskunde, Kunst und Kultur der Diözese Rottenburg und der angrenzenden Gebiete. Band 5, 1888, Heft 13, S. 51.
- Verzeichniss einiger hervorragender Ordensmänner aus dem Linzgau. In: Freie Stimme. Radolfzell, Jg. 1888, S. 51–52.
- Geschichtliches über den Ort und die Pfarrei Großschönach im Linzgau. In: Freiburger Diözesan-Archiv. Band 19, 1887, S. 265–295.
- Die Pfarrei Iphofen und das Gnadenbild Birkungen. In: Kalender für katholische Christen auf das Jahr 1887. Seidel, Sulzbach in der Oberpfalz, 1886, S. 95–101.
- Inventuraufnahme bei den im Jahre 1803 den dem Deutschen Orden im Königreich Württemberg zugewiesenen Klöstern. In: Diözesan-Archiv von Schwaben: Organ für Geschichte, Altertumskunde, Kunst und Kultur der Diözese Rottenburg und der angrenzenden Gebiete. Band 2, 1885, Heft 3, S. 18–19 [Teil 1]; Heft 4, S. 28–29 [Teil 2]; Heft 5, S. 34–35 [Teil 3]; Heft 6, S. 42–43 [Teil 4]; Heft 7, S. 50–51 [Teil 5]; Heft 9, S. 69 [Teil 6]; Heft 10, S. 76–77 [Teil 7]; Band 3, 1886, Heft 1, S. 4 [Teil 8]; Heft 2, S. 11–12 [Teil 9].
- Das Hochkreuz bei Bergheim. In: Freie Stimme. Radolfzell, Jg. 1884, Nr. 31.
- Protokolle über die Inventaraufnahme der dem deutschen Orden als Entschädigung im Jahre 1802 zugewiesenen Klöster des Linzgaues. In: Freiburger Diözesan-Archiv. Band 16, 1883, S. 136–156.
- Das ehemalige Franciskaner-Nonnenkloster Weppach. In: Freiburger katholisches Kirchenblatt. Band 27, 1883, S. 323–325.
- Das ehemalige Franciscaner-Nonnen-Kloster Hermannsberg im Linzgau. In: Freiburger Diözesan-Archiv. Band 15, 1882, S. 298–302.